# 一般ディリクレ級数
一般ディリクレ級数（いっぱんでぃりくれきゅうすう、英: general Dirichlet series）とは、
複素数列 {\displaystyle \scriptstyle \{a_{n}\}_{n\geq 0}}、無限大に発散する狭義の単調増加列 {\displaystyle \scriptstyle \{\lambda _{n}\}_{n\geq 0}} および複素数 s に対して、
{\displaystyle \sum _{n=1}^{\infty }a_{n}e^{-\lambda _{n}s}}
で表される級数のことをいう。指数型のディリクレ級数または広義のディリクレ級数ともいう。
特に、{\displaystyle \lambda _{n}=\log n} のとき、
{\displaystyle \sum _{n=1}^{\infty }{\frac {a_{n}}{n^{s}}}}
であり、(通常)ディリクレ級数となる。
また、{\displaystyle \lambda _{n}=n}、{\displaystyle z=e^{-s}} とすると、
{\displaystyle \sum _{n=1}^{\infty }a_{n}z^{n}}
と、ベキ級数になる。

s を変数とみなし、一般ディリクレ級数の収束性を問わないとき、形式的一般ディリクレ級数 (formal general Dirichlet series)という。

## 収束性

### 収束軸
任意の一般ディリクレ級数に対して、次のいずれかが成り立つ。
1. 任意の複素数 s に対して、一般ディリクレ級数は収束する。
2. 任意の複素数 s に対して、一般ディリクレ級数は発散する。
3. 一般ディリクレ級数が {\displaystyle \scriptstyle \operatorname {Re} \ s>\sigma _{c}} を満たす複素数 s に対して収束し、{\displaystyle \scriptstyle \operatorname {Re} \ s<\sigma _{c}} を満たす複素数 s に対して発散する様な実数 {\displaystyle \scriptstyle \sigma _{c}} が存在する。

この {\displaystyle \scriptstyle \sigma _{c}} を一般ディリクレ級数の収束軸 (line of convergence)または収束座標 (abscissa of convergence)という。
収束軸について、一般ディリクレ級数が常に収束するときは {\displaystyle \scriptstyle -\infty }、常に発散する場合は {\displaystyle \scriptstyle +\infty } と定める。

収束軸の値の求め方
一般ディリクレ級数
{\displaystyle \sum _{n=1}^{\infty }a_{n}e^{-\lambda _{n}s}}
の収束軸 {\displaystyle \scriptstyle \sigma _{c}} の値は、以下の様に求められる。
- {\displaystyle \textstyle s_{n}=\sum _{k=1}^{n}a_{k}} が発散する場合
{\displaystyle \sigma _{c}=\limsup _{n\to \infty }{\frac {\log |s(n)|}{\lambda _{n}}}} 。
- {\displaystyle \textstyle s_{n}=\sum _{k=1}^{n}a_{k}} が収束する場合
{\displaystyle \sigma _{c}=\limsup _{n\to \infty }{\frac {\log |a_{n}+a_{n+1}+\cdots |}{\lambda _{n}}}} 。

また、
{\displaystyle \sigma _{c}=\limsup _{x\to \infty }{\frac {1}{x}}\log \left|\sum _{[x]\leq \lambda _{n}<x}\!\!\!\!a_{n}\right|}
という式も知られている。

### 絶対収束性
一般の級数のときと同じく、
{\displaystyle \sum _{n=1}^{\infty }|a_{n}|e^{-\lambda _{n}s}}
が収束するとき、一般ディリクレ級数
{\displaystyle \sum _{n=1}^{\infty }a_{n}e^{-\lambda _{n}s}}
は絶対収束するという。
絶対収束する複素数 s に対する、{\displaystyle \operatorname {Re} \ s} の下限を絶対収束軸 (line of absolute convergence)または絶対収束座標 (abscissa of absolute convergence)という。
絶対収束軸について、一般ディリクレ級数がすべての点で絶対収束するときは {\displaystyle \scriptstyle -\infty }、常に絶対収束しない場合は {\displaystyle \scriptstyle +\infty } と定める。

ディリクレ級数の場合、ある点で収束すれば絶対収束する点が存在するが(ディリクレ級数の絶対収束性を参照)、ある点で収束しても、すべての点で絶対収束しない一般ディリクレ級数が存在する。
例えば
{\displaystyle \sum _{n=1}^{\infty }{\frac {(-1)^{n}}{\sqrt {n}}}e^{-s\log \log n}}
は、すべての複素数 s に対して収束するが、絶対収束することはない。
一般に、収束軸が有限の値 {\displaystyle \scriptstyle \sigma _{c}} を持ち、
{\displaystyle \limsup _{n\to \infty }{\frac {\log n}{\lambda _{n}}}}
が有限の値 α をとるならば、絶対収束軸 {\displaystyle \scriptstyle \sigma _{a}} は有限の値を持ち、{\displaystyle \scriptstyle 0\leq \sigma _{a}-\sigma _{a}\leq \alpha } であることが知られている。

絶対収束軸は、先に述べた収束軸の値を求める公式を用いて、以下の様に与えられる。
一般ディリクレ級数
{\displaystyle \sum _{n=1}^{\infty }a_{n}e^{-\lambda _{n}s}}
の絶対収束軸 {\displaystyle \scriptstyle \sigma _{a}} の値は、以下の様に求められる。
- {\displaystyle \textstyle s_{n}=\sum _{k=1}^{n}|a_{k}|} が発散する場合
{\displaystyle \sigma _{a}=\limsup _{n\to \infty }{\frac {\log s(n)}{\log n}}} 。
- {\displaystyle \textstyle s_{n}=\sum _{k=1}^{n}|a_{k}|} が収束する場合
{\displaystyle \sigma _{a}=\limsup _{n\to \infty }{\frac {\log(|a_{n}|+|a_{n+1}|+\cdots )}{\log n}}} 。

また、
{\displaystyle \sigma _{a}=\limsup _{x\to \infty }{\frac {1}{x}}\log \left(\sum _{[x]\leq \lambda _{n}<x}\!\!\!\!|a_{n}|\right)}
が成り立つ。

### 一様収束性
一般ディリクレ級数を
{\displaystyle f(s)=\sum _{n=1}^{\infty }a_{n}e^{-\lambda _{n}s}}
として、s を変数とする関数とみなすと、{\displaystyle f(s)} の一様収束性が問題となる。

一般ディリクレ級数の一様収束性について、収束軸 {\displaystyle \scriptstyle \sigma _{c}} および絶対収束軸 {\displaystyle \scriptstyle \sigma _{a}} が有限の値であるならば、
このとき、
{\displaystyle \sigma _{c}\leq \sigma _{u}\leq \sigma _{a}} 
を満たす実数 {\displaystyle \scriptstyle \sigma _{u}} が存在して、{\displaystyle \scriptstyle \operatorname {Re} \ s>\sigma _{u}} を満たす複素数 s に対して、{\displaystyle f(s)} は一様収束するが、{\displaystyle \scriptstyle \operatorname {Re} \ s<\sigma _{u}} を満たす複素数 s に対して、{\displaystyle f(s)} は一様収束しない。　
この {\displaystyle \scriptstyle \sigma _{u}} を、一様収束軸 (line of uniform convergence)または一様収束座標 (abscissa of uniform convergence)という。
一様収束軸について、一般ディリクレ級数がすべての点で一様収束するときは {\displaystyle \scriptstyle -\infty }、常に一様収束しない場合は {\displaystyle \scriptstyle +\infty } と定める。

一様収束軸の値は、収束軸・絶対収束軸とは異なる方法で求められる。
ディリクレ級数
{\displaystyle \sum _{n=1}^{\infty }a_{n}e^{-\lambda _{n}s}}
の一様収束軸 {\displaystyle \scriptstyle \sigma _{u}} の値は、以下の様に求められる。
{\displaystyle \sigma _{u}=\limsup _{x\to \infty }{\frac {\log T_{x}}{\log x}}} 。
ここで、
{\displaystyle T_{x}=\!\!\!\!\sup _{-\infty <y<\infty }\left|\sum _{[x]\leq \lambda _{n}<x}\!\!\!a_{n}e^{-i\lambda _{n}y}\right|} 。

## 解析的性質

### 正則性
一般ディリクレ級数
{\displaystyle f(s)=\sum _{n=1}^{\infty }a_{n}e^{-\lambda _{n}s}}
は、{\displaystyle \scriptstyle \operatorname {Re} \ s>\sigma } で収束するならば、{\displaystyle \scriptstyle \operatorname {Re} \ s>\sigma } で正則である。さらに、{\displaystyle f(s)} の微分は
{\displaystyle f^{(k)}(s)=(-1)^{k}\sum _{n=1}^{\infty }\lambda _{n}^{k}a_{n}e^{-\lambda _{n}s}}
で与えられる。

{\displaystyle \scriptstyle \operatorname {Re} \ s>\sigma } で正則である様な σ の下限を {\displaystyle \scriptstyle \sigma _{r}} とおくと。
{\displaystyle \sigma _{r}=\sup _{-\infty <y<+\infty }\limsup _{x\to -\infty }(\log \log ^{+}|\varphi (x+iy)|+x)} 。
但し、
{\displaystyle \varphi (z)=\sum _{n=1}^{\infty }(a_{n}e^{-\lambda _{n}z}/\Gamma (1+\lambda _{n})),\ \ \ \log ^{+}z=\max(\log z,\ 0)} 。

### 一般ディリクレ級数の一意性
2つのディリクレ級数
{\displaystyle f(s)=\sum _{n=1}^{\infty }a_{n}e^{-\lambda _{n}s},\ \ \ \ \ g(s)=\sum _{n=1}^{\infty }b_{n}e^{-\lambda _{n}s}}
が、ある開領域内で収束し、そこで、{\displaystyle f(s)=g(s)} が成立するならば、すべての n に対して、{\displaystyle a_{n}=b_{n}} である。

### 一般ディリクレ級数の係数
収束軸 {\displaystyle \scriptstyle \sigma _{c}} が有限の値もしくは {\displaystyle \scriptstyle -\infty }である、一般ディリクレ級数
{\displaystyle f(s)=\sum _{n\leq x}a_{n}e^{-\lambda _{n}s}}
に対して、ω を {\displaystyle \scriptstyle \lambda _{n}<\omega <\lambda _{n+1}} を満たす様にとり、{\displaystyle \scriptstyle c>\max(\sigma _{c},\ 0)} とする。このとき
{\displaystyle \sum _{k=1}^{n}a_{k}={\frac {1}{2\pi i}}\int _{c-i\infty }^{c+\infty }a_{n}{\frac {e^{\omega z}}{z}}dz}
が成立する。但し、積分路は、すべての {\displaystyle \lambda _{k}} を通らない様にとる。

さらに、{\displaystyle \scriptstyle x>\sigma _{c}} であるならば、
{\displaystyle a_{n}=\lim _{T\to \infty }{\frac {1}{T}}\int _{x}^{x+T}\!\!f(x+iy)e^{\lambda _{n}(x+iy)}dy} 。

### 一般ディリクレ級数の零点の個数
ε、 δ、T を任意の正数とする。
収束軸 {\displaystyle \scriptstyle \sigma _{c}} が有限の値である一般ディリクレ級数
{\displaystyle f(s)=\sum _{n\leq x}a_{n}e^{-\lambda _{n}s}}
に対して、{\displaystyle \scriptstyle \sigma \geq \sigma _{c}+\varepsilon ,\ T<t<T+2\delta \log T} を満たす複素数 {\displaystyle s=\sigma +it} のうち、{\displaystyle f(s)=0} を満たすものの個数を {\displaystyle N(T)} とおくと、
{\displaystyle N(T)} は有限の値であり、
{\displaystyle \limsup _{T\to \infty }{\frac {N(T)}{\log ^{2}T}}\leq {\frac {\delta }{\varepsilon }}}
が成立する。